# Real Book (álbum)
Real Book es el nombre de uno de los discos de Jazz publicado en 1994 por el bajista Steve Swallow. El disco debe su nombre al conocido libro Real Book de partituras de Jazz.

## Datos técnicos
- Artista: Steve Swallow
- Género: Jazz
- Discográfica: ECM/Watt
- Personal:
  - Jack DeJohnette - batería
  - Mulgrew Miller - piano
  - Tom Harrell - trompeta, fliscorno
  - Steve Swallow - bajo eléctrico
  - Joe Lovano - tenor

## Temas del álbum
1. Bite your Grandmother
2. Second hand motion
3. Wrong together
4. Outfits
5. Thinking out loud
6. Let's eat
7. Better times
8. Willow
9. Muddy in the bank
10. Ponytail

- Datos: Q6101750